# Arpi Alto
Arpi Alto (Jereván, 1990. szeptember 30. –) örmény énekesnő.

## Pályafutás
Arpine Mikaeli Ter-Petrosyan (Jereván, 1990. szeptember 30.), művészneve: Arpi Alto (örményül: Արփի Ալտո), örmény énekesnő, dalszerző, zenész és lemezproducer.
Művészek és zenészek családjában született. Édesanyja, Anahit Ter Petrosyan németországi dzsesszzenész. Apja, Mikayel Ter Petrosyan szobrász, festő, és a kézzel készített szőnyegek specialistája.
Felsőfokú végzettséget zongoraművészként szerzett az Aram Hacsaturján Állami Pedagógiai Egyetemen. Mesterképzését 2016-ban fejezte be. Professzionális pályafutása 2011-ben kezdődött. Ekkor csatlakozott a "Geghard Monastery Vocal Ensemble-hoz".
Az Örmény Nemzeti Akadémiai Opera- és Balettszínház és a az örmény The Naghash Ensemble" kortárs zenei együttes tagja. Több éven át énekelt a Naghash Ensemble-lal, amely a középkori örmény versek újraértelmezésével foglalkozik.
Arpi óriási sikert aratott Brazíliában azzal, hogy a közösségi oldalakon közzétette világhírű bossa nova klasszikusok számait. Különösen nagy sikereket ért el a brazil bossa nova klasszikus The Girl from Ipanema (Garota de Ipanema), a The Way You Look Tonight és a Mas que Nada számaival.
Több mint 15 országban turnézott Európában, a Közel-Keleten és Oroszországban.
Örményül, angolul, oroszul és portugálul énekel. 2021-ben adta ki első CD-jét My Soul in the Mountains címmel.
Arpi énekhangja közel áll a contralto hangfekvéshez (ami valahol a mezzoszoprán és a kontralt között van, és meglehetősen ritka).
Operaénekesként is fellép.